# József Csák
József Csák est un judoka hongrois né le 10 novembre 1966 à Budapest.

## Biographie
Il dispute les Jeux olympiques d'été de 1992 à Barcelone où il remporte une médaille d'argent.

## Palmarès

### Jeux olympiques
- Jeux olympiques d'été de 1992 à Barcelone
  -  Médaille de bronze en -65 kg[1]

### Championnats d'Europe
- Championnats d'Europe de judo 1986
  -  Médaille d'or en -65 kg
- Championnats d'Europe de judo 1989
  -  Médaille de bronze en -65 kg
- Championnats d'Europe de judo 1991
  -  Médaille d'argent en -65 kg
- Championnats d'Europe de judo 2000
  -  Médaille d'argent en -66 kg